# Туя західна (Кам'янець-Подільський)
Ту́я за́хідна — втрачена ботанічна пам'ятка природи в Україні. Зростала по вул. Шевченка, 37, в місті Кам'янець-Подільський. Була оголошена рішенням Хмельницького Облвиконкому № 242 від 21.11.1984 року. 

## Опис
Шість дерев. Площа — 0,3 га.

## Скасування
Рішенням Хмельницького Облвиконкому № 194 від 26.10.1990 року пам'ятка була скасована. 
Скасування статусу відбулось під час реставрації будинку.